# Ардахан (вилајет)
Вилајет Ардахан (тур. Ardahan ili) је вилајет у североисточној Турској на граници са Грузијом. Административни центар вилајета је град Ардахан.

## Географија
Ардахан има лепу природу и пределе а више месеци током године је под снегом. Температура иде и испод -20 °C. Локална економија се заснива на домаћинствима које се баве обрадом земље и узгојом стоке.
Постоје два гранична прелаза са Грузијом. Турска војска је веома присутна на овом подручју.

## Историја
Године 680. пре нове ере Скити су дошли на ово подручје преко Кавказа са севера и заузели ово подручје од краљевства Урарту чији центар је био на језеру Ван на југу. Ските су заменили Персијанци а 330. године пре нове ере је дошао Александар Велики. Грузијци су населили ову област и која је до 1490. била под њиховом влашћу. Отоманско царство је освојило ову област 1578.
Године 1878, након Руско-турског рата 1877-78, овај регион је припао Руском царству и све до 1918 је био познат као Карска област. У саставу Демократске републике Грузије је био од 1918. до 1921, када је поново припао Турској.